# Byhalia, Mississippi
Byhalia là một thành phố thuộc quận Marshall, tiểu bang Mississippi, Hoa Kỳ. Năm 2010, dân số của thành phố này là 1.302 người.

## Dân số
- Dân số năm 2000: 1.280 người.
- Dân số năm 2010: 1.302 người.